# Saint-Martin-de-Vaulserre
Saint-Martin-de-Vaulserre è un comune francese di 258 abitanti situato nel dipartimento dell'Isère della regione dell'Alvernia-Rodano-Alpi.

## Società

### Evoluzione demografica
Abitanti censiti